# La Balade du poète
Albums de Serge Lama
L'Âge d'horizons
(2008) Où sont passés nos rêves
(2016)
La Balade du poète est un double album de Serge Lama sorti en 2012 chez WEA. Le chanteur réenregistre sur de nouveaux arrangements d'anciennes chansons. Le premier CD propose également quatre nouveaux titres inédits et un duo sur la revisite d'un ancien succès ; Le second disque propose des chansons enregistrées en public, d'autres réenregistrées en studios, quelquefois avec un texte revisité.

## Autour de l'album
- En 2012, La Balade du poète sort en double CD WEA 0825646537136.
- l'année suivante, sort une nouvelle édition (WEA 0825646352500), incluant le DVD du concert donné au Grand Rex le 11 octobre 2013[1].

L'album propose quatre nouvelles chansons : La balade du poète, Dominika, Comment veux-tu que je la quitte, Des éclairs et des révolvers.

## Titres
L'ensemble des textes est de Serge Lama (sauf précisions et/ou indications supplémentaires).
| 1.  | La Balade du poète (inédit)                                                 |                           |                               | 2:37 |
| 2.  | À quelle heure (nouvelle version)                                           |                           | Tony Stefanidis               | 2:40 |
| 3.  | D'aventures en aventures (nouvelle version)                                 |                           | Yves Gilbert                  | 3:27 |
| 4.  | Je suis malade - Les P'tites Femmes de Pigalle (nouvelles versions)         |                           | Alice Dona - Jacques Datin    | 4:01 |
| 5.  | Mémorandum pour un pucelage (nouvelle version, en duo avec Luana Santonino) |                           | Yves Gilbert                  | 2:36 |
| 6.  | Dominika (inédit)                                                           |                           |                               | 2:33 |
| 7.  | L'Enfant d'un autre (nouvelle version)                                      |                           | Alice Dona                    | 2:53 |
| 8.  | Moyennant quoi (nouvelle version)                                           |                           | Alice Dona                    | 2:54 |
| 9.  | La Fille dans l'église (nouvelle version)                                   | Maurice Vamby, Serge Lama | Alice Dona                    | 3:07 |
| 10. | Et puis on s'aperçoit (nouvelle version)                                    |                           | Yves Gilbert                  | 3:22 |
| 11. | Mon dada c'est la danseuse (nouvelle version)                               |                           | Jean-Claude Petit, Serge Lama | 2:45 |
| 12. | Comment veux-tu que je la quitte (inédit)                                   |                           |                               | 3:18 |
| 13. | La Vie Lilas (nouvelle version)                                             |                           | Alice Dona                    | 3:43 |
| 14. | Je t'aime (nouvelle version)                                                |                           | Yves Gilbert                  | 2:57 |
| 15. | Seul tout seul (nouvelle version)                                           |                           | Alice Dona                    | 3:22 |
| 16. | Je t'aime à la folie (nouvelle version)                                     |                           | Yves Gilbert                  | 4:01 |
| 17. | Des éclairs et des révolvers (inédit)                                       |                           |                               | 3:52 |

| 1.  | Les Ballons rouges (enregistré en public à Marigny)         |                           | Yves Gilbert                    | 4:26 |
| 2.  | Rien ne vaut vous (nouvelle version avec un texte revisité) |                           | Nicolas Montazaud               | 3:44 |
| 3.  | Une île                                                     |                           | Yves Gilbert                    | 4:27 |
| 4.  | Je voudrai tant que tu sois là (avec Annie Girardot)        |                           | Yves Gilbert                    | 3:18 |
| 5.  | Les Glycines (enregistré en public)                         |                           | Yves Gilbert, Jean-Claude Petit | 2:57 |
| 6.  | L'Enfant au piano (enregistré en public à Marigny)          |                           | Yves Gilbert                    | 3:22 |
| 7.  | Mon ami, mon maître                                         |                           | Yves Gilbert                    | 3:26 |
| 8.  | L'amitié c'est quand on a pas de fille                      |                           | Alice Dona                      | 2:50 |
| 9.  | Je te partage (nouvelle version avec un texte revisité)     |                           | Yves Gilbert                    | 3:38 |
| 10. | Femme, femme, femme                                         |                           | Alice Dona                      | 3:17 |
| 11. | L'Algérie (enregistré en public à Marigny)                  |                           | Alice Dona                      | 5:16 |
| 12. | Le Quinze juillet à cinq heures (enregistré en public)      |                           | Yves Gilbert                    | 3:41 |
| 13. | D'où qu'on parte                                            |                           | Christophe Leporati             | 2:52 |
| 14. | Alors que l'on s'est tant aimé                              |                           | Christophe Leporati             | 3:16 |
| 15. | Un jour, une vie (enregistré en public)                     |                           |                                 | 2:49 |
| 16. | J'espère                                                    |                           | Christophe Leporati             | 3:50 |
| 17. | La Fiancée                                                  |                           | Jacques Datin                   | 3:29 |
| 18. | Le Temps de la rengaine (1e partie) (enregistré en public)  |                           | Yves Gilbert                    | 0:54 |
| 19. | Les Jardins ouvriers (les illusions) (enregistré en public) |                           | Yves Gilbert                    | 3:09 |
| 20. | Le Temps de la rengaine (2e partie) (enregistré en public)  |                           | Yves Gilbert                    | 1:19 |
| 21. | La Braconne (enregistré en public)                          | Eddy Marouani, Serge Lama | Alice Dona                      | 2:37 |
| 22. | Chez moi                                                    |                           | Alice Dona                      | 4:14 |